# Ippolito Borghese
Ippolito Borghese  (né vers la fin XVIe siècle à Sigillo (près de Pérouse) en Ombrie - mort en mars 1627) est un peintre italien du XVIIe siècle.

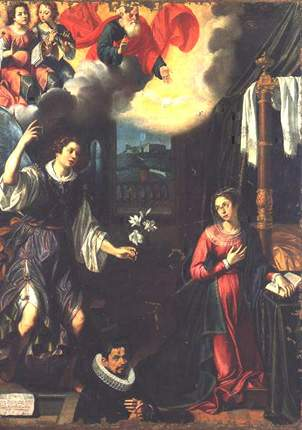
Annonciation, huile sur toile, Sant'Agostino, Sigillo.

## Biographie
Formé à Rome[Quand ?], Ippolito Borghese devient adepte[Quand ?] de Scipione Pulzone, et est influencé par la tradition picturale de Federico Barocci. Il déménage ensuite[Quand ?] à Naples. Ensuite[Quand ?] il est influencé par le cercle des artistes maniéristes actifs dans la Rome de Sixte V. En 1598 il termine le tableau pour le Duomo d'Ischia, Saint Georges et le dragon. En 1601 il peint une Madone et les saints pour l'église de Santa Maria della Grotta de Carpignano. En 1603, il peint une Assomption de la Vierge pour la Cappella del Monte di Pietà à Naples. En 1605, il peint pour l'église de Santa Teresa dei Studi. 
Un de ses élèves a été Paolo Domenico Finoglia[Quand ?]. 
Il réalise[Quand ?] aussi de nombreux retables destinés aux églises napolitaines comme Santa Maria la Nova, ainsi que pour les églises environnantes des sites tels que Lucera, Corigliano Calabro et Amalfi. En 1627, il a collaboré avec Finoglia pour la réalisation d'un polyptyque pour l'église de Sant'Antonio de Lauria.

## Œuvres
- Déposition de la Croix, Cassa di Risparmio di Perugia, Pérouse[1]
- Vierge en gloire, avec anges et saints[2], Museo del Monte di Pietà (Naples)

## Sources
- Extrait des biographies d'artistes de Marina Minozzi : « La Collezione d’Arte del Sanpaolo Banco di Napoli », édité par Anna Coliva (Janvier 2003).